# Gondiswil
Gondiswil és un municipi del cantó de Berna (Suïssa), situat a l'antic districte d'Aarwangen i des del 2010 al Districte administratiu d'Oberaargau.